# Be Yourself (Morcheeba)
Be Yourself è un singolo del gruppo musicale britannico Morcheeba, pubblicato il 30 ottobre 2000 come secondo estratto dal terzo album in studio Fragments of Freedom.

## Video musicale
Il videoclip del brano musicale, diretto dai fratelli Leopoldo ed Everado Gout è stato pubblicato il 28 dicembre 2000.

## Tracce
CD singolo 1
1. Be Yourself (Bloodshy Remix) – 3:40
2. Be Yourself (Electro Folk Remix) – 2:53
3. Part of the Process (Live At Glastonbury 2000) – 5:06

CD singolo 2
1. Be Yourself (Album Version) – 3:13
2. Be Yourself (Creators Frontline Remix) – 3:54
3. Be Yourself (Creators Instrumental) – 3:54

## Classifiche
| Classifica (2000-01) | Posizione più alta |
| -------------------- | ------------------ |
| Italia               | 41                 |
| Nuova Zelanda        | 41                 |
| Polonia              | 20                 |
| Regno Unito          | 89                 |